# The Seas with Nemo & Friends (paviljoen)

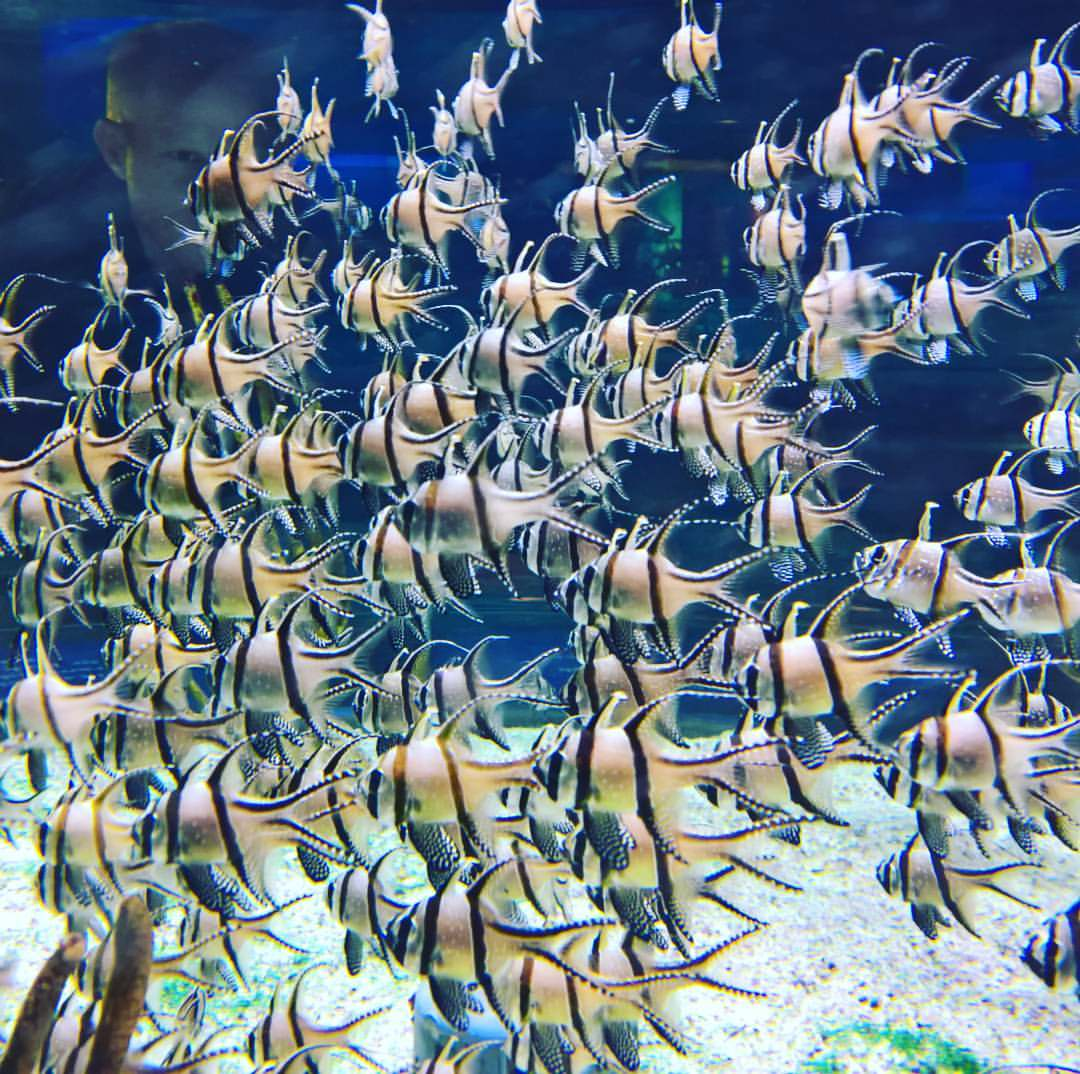
Vissen in het aquarium van SeaBase

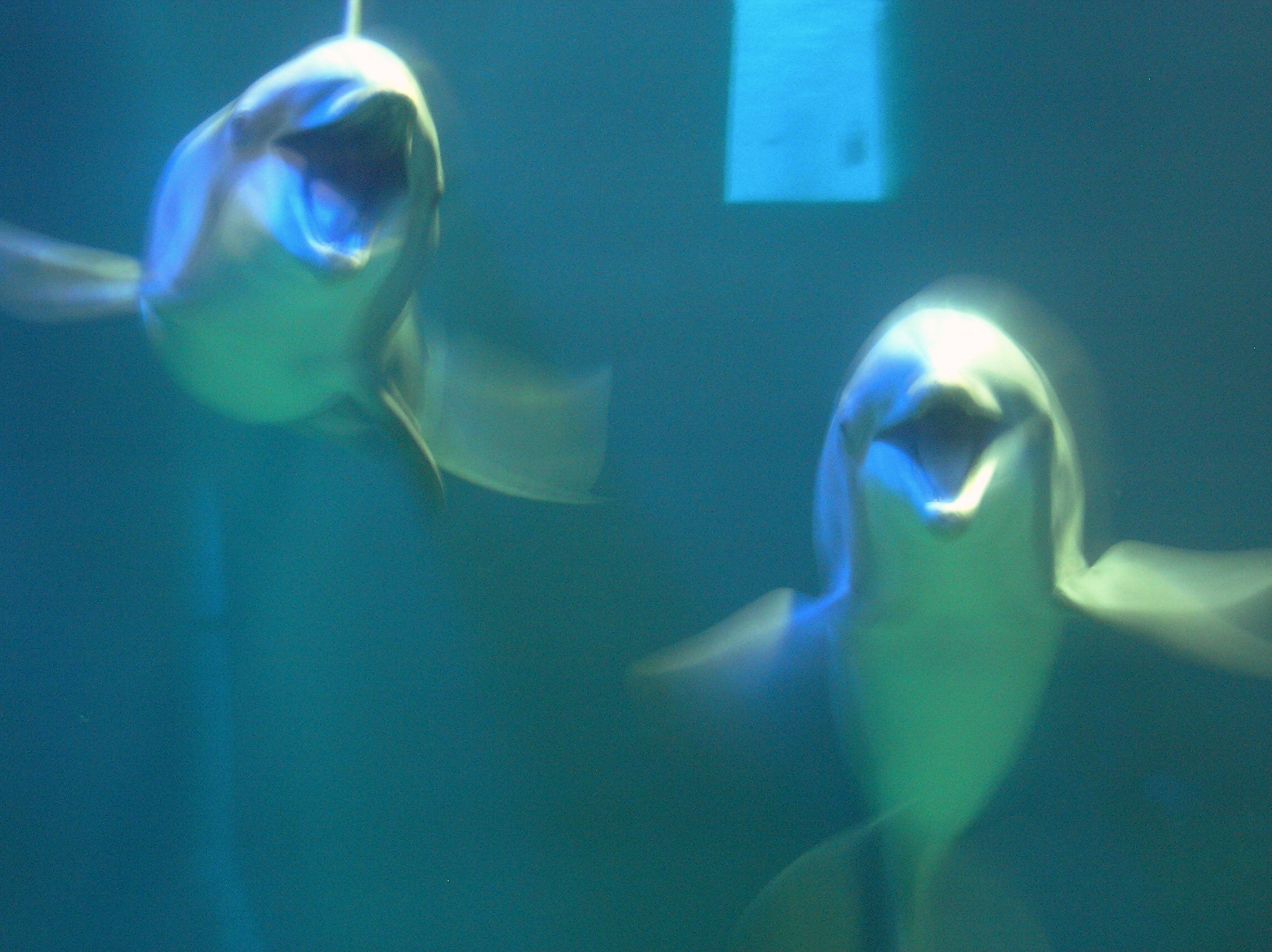
Dolfijnen in het aquarium van SeaBase

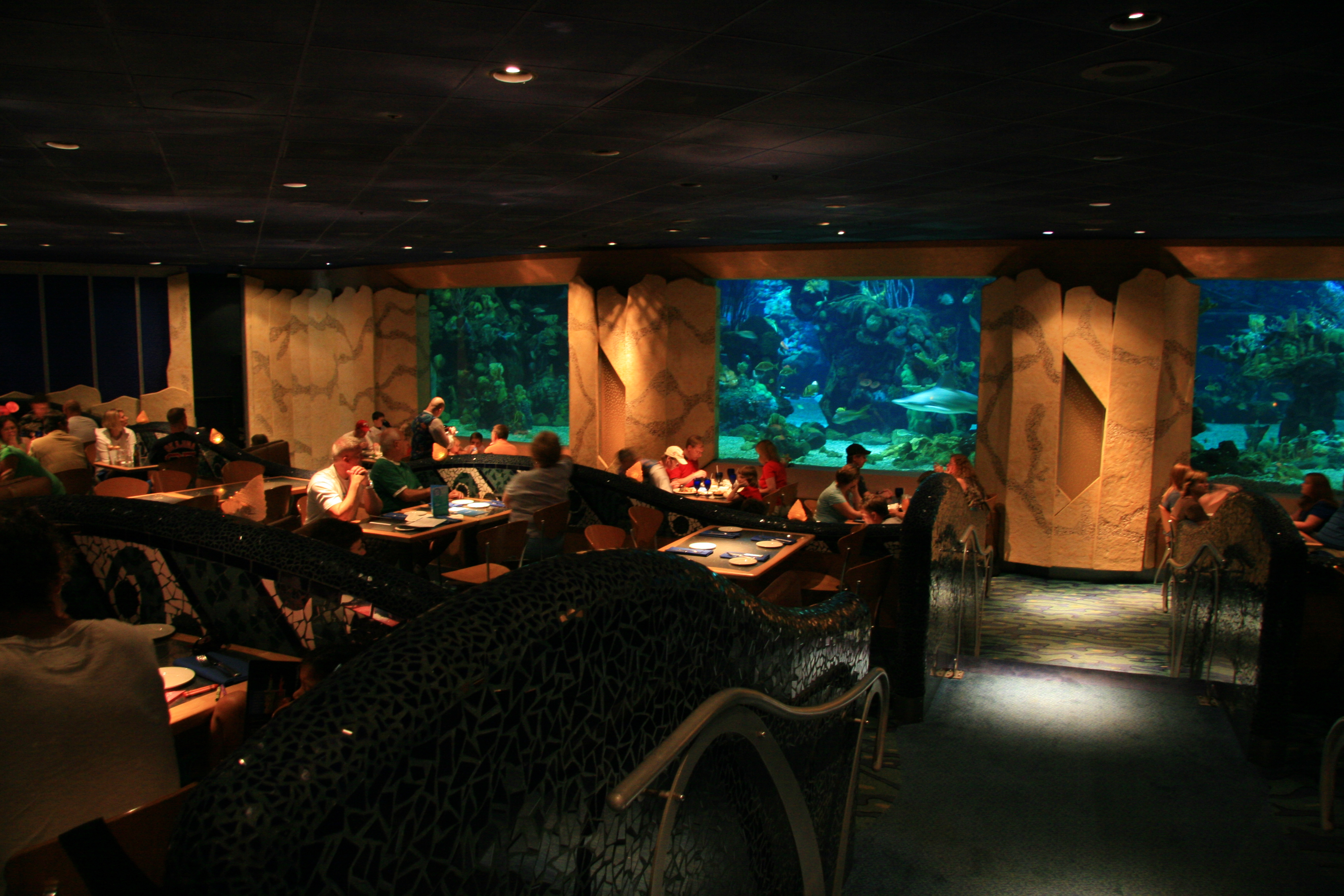
Het interieur van het Coral Reef Restaurant

Het The Seas with Nemo & Friends-paviljoen is een onderdeel van Future World in Epcot in het Walt Disney World Resort in Florida en werd officieel geopend op 24 januari 2007, alhoewel enkele losse onderdelen van het paviljoen al eerder in gebruik werden genomen. Vóór de officiële opening stond het paviljoen bekend onder de naam The Living Seas, dat geopend werd op 15 januari 1986.

## Geschiedenis
Vanaf 2003 werden in het paviljoen dat toen nog The Living Seas heette, en dat al gethematiseerd was naar onderwerpen van de zee, geleidelijk toevoegingen gedaan die gebaseerd waren op de Pixar-film Finding Nemo. Die toevoegingen begonnen met enkele kleine wijzigingen aan het exterieur van het paviljoen, maar in januari van 2004 sloeg dat over naar het interieur. Op 16 november 2004 werd Turtle Talk with Crush geopend in een voormalige tentoonstellingsruimte, Module 1C. Dankzij het onverwachte succes van deze toevoeging werd Turtle Talk with Crush uiteindelijk verplaatst naar een grotere ruimte in het paviljoen.
Waar Turtle Talk with Crush slechts een toevoeging aan het paviljoen was, sloot op 21 augustus 2015 The Living Seas voorgoed zijn deuren om te worden omgedoopt tot The Seas with Nemo & Friends. Gedeeltes van dit omgedoopte paviljoen openden eind november 2005. Buiten het paviljoen was de façade van The Living Seas vervangen door één die beter aansloot op het Finding Nemo-thema, met allerlei scènes en figuren uit de film. De voormalige Hydrolators bij de uitgang waren volledig verwijderd: de uitgang van het paviljoen was nu slechts een glazen deur die tijdelijk als in- en uitgang dienstdeed. Sea Base Alpha was volledig geherthematiseerd naar een Finding Nemo-thema; de voormalige voorshow van The Living Seas werd op dat moment nog verbouwd en was nog niet geopend. Het succes van Turtle Talk with Crush bleef aanhouden.
In 2006 werden de voormalige voorshow, ingang-Hydrolators, wachtrij en Seacabs-attractie volledig verwijderd, om plaats te maken voor de attractie The Seas with Nemo & Friends. Op 10 oktober van datzelfde jaar werden alle bouwhekken verwijderd en werd de tijdelijke ingang gescheiden van de uitgang. Op 24 januari 2007 werd het paviljoen officieel geopend onder de nieuwe naam: The Seas with Nemo & Friends. Daarmee was het het eerste Epcot-paviljoen dat volledig in het teken stond van een Disneyfilm (alhoewel eerder al de attractie Circle of Life: An Environmental Fable was geopend in het paviljoen The Land).

## Beschrijving
The Seas with Nemo & Friends is volledig te vinden in een gebouw. De hoofdingang tot dit gebouw is de ingang van de attractie The Seas with Nemo & Friends, alhoewel het gebouw ook betreden kan worden via de uitgang, een glazen schuifdeur aan de zijkant van het gebouwd. Binnenin het gebouw is verder de attractie SeaBase te vinden, met daarin enkele (zee)dierenverblijven en een aquarium dat tot 2005 het grootste zoutwateraquarium ter wereld was (het werd toen voorbijgestreefd door het Georgia Aquarium). In dit aquarium zijn ook enkele activiteiten voor gasten mogelijk. In het gebouw is tevens een souvenirwinkel te vinden, de SeaBase Gift Shop, net als een speciale ruimte voor VIP-gasten die enkel backstage te bereiken is.
Aan de rechterzijde van het paviljoen is het Coral Reef Restaurant te vinden. Dit is niet toegankelijk via het paviljoen zelf, maar enkel buitenom aan de rechterzijde van het paviljoen.

## Faciliteiten
| - The Seas with Nemo & Friends - Turtle Talk with Crush - SeaBase - Epcot DiveQuest - Epcot Seas Aqua Tour - Dolphins in Depth |  | - Coral Reef Restaurant - SeaBase Gift Shops - VIP room |